# مبدأ المفتوح المغلق

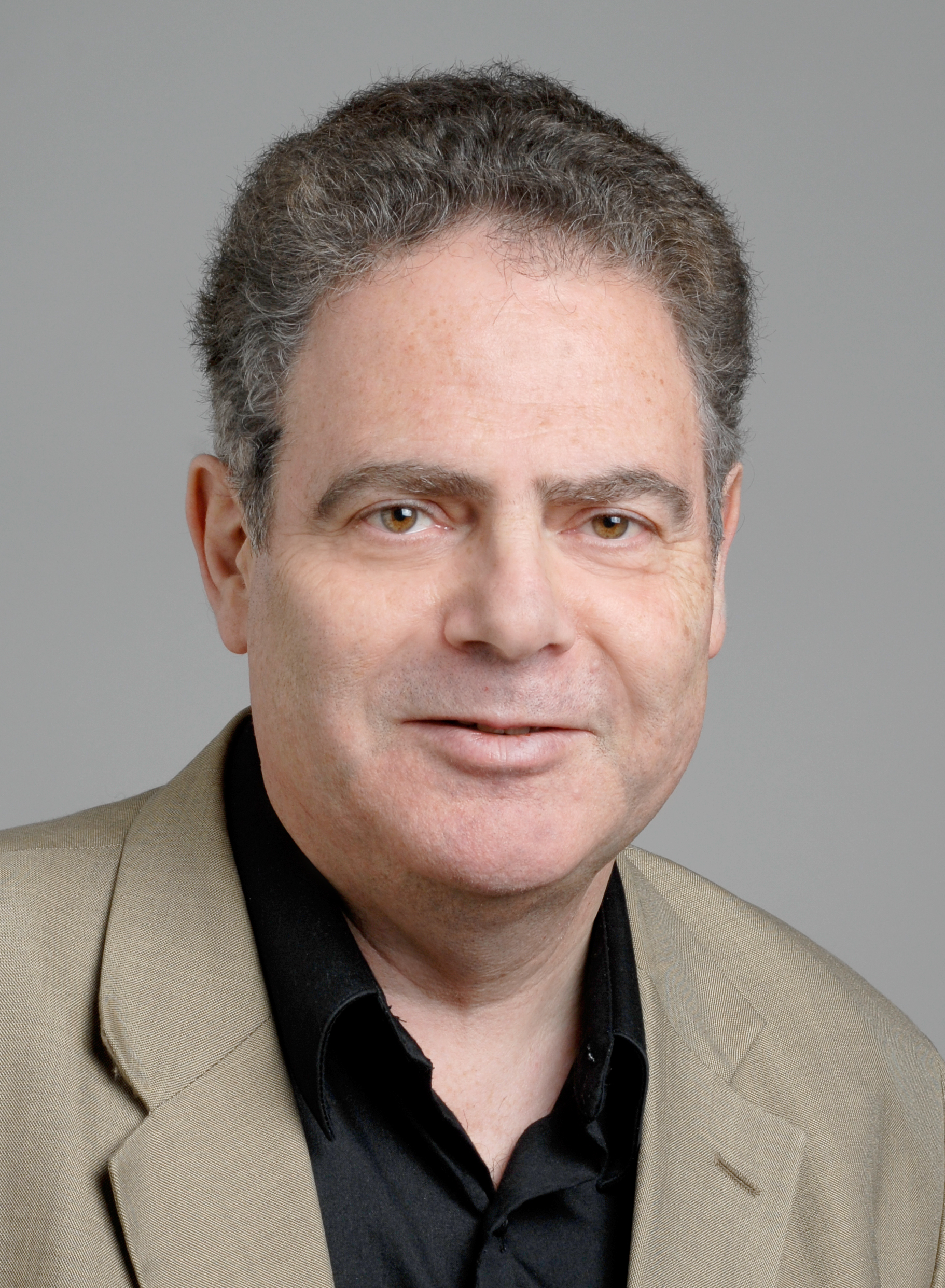
تم تقديم مبدأ المفتوح المغلق بواسطة برتراند ماير

في البرمجة الكائنية يوضح مبدأ المفتوح المغلق أن الكيانات البرمجية (أصناف أو تركيبات أو دوال ...إلخ) يجب أن تكون مفتوحة للنمو ولكن مغلقة للتعديل. بكلمات أخرى، يجب أن يسمح الكيان لسلوكه بأن يتغير دون الحاجة لتعديل شفرته المصدرية. تبرز أهمية هذا المبدأ في بيئة الإنتاج حيث يتطلب أي تعديل على شيفرة المصدر مراجعات وفحوصات بالإضافة إلى إجراءات أخرى لتأهيل هذا التعديل للاستخدام في بيئة الإنتاج، بينما لا تحتاج الشيفرة التي تتبع هذا المبدأ لكل هذا المجهود عند حدوث تعديل.